# 民放の日
民放の日（みんぽうのひ 旧：放送広告の日=ほうそうこうこくのひ）は日本民間放送連盟が毎年4月21日に定めている記念日である。

## 記念日の概要
1951年4月21日、日本のラジオ放送において、初めて民間団体による広告放送を行うための民間放送会社・16団体に対して、予備免許が交付された（民間放送#中波放送・短波放送に一覧）。それを記念し、1968年、民放連がこの日を「放送広告の日」と定める。その後1993年、現在の「民放の日」と改められる。同日から1週間は「民放週間」と定め、民放連加盟各局を中心に様々なキャンペーンが実施されている。